# Synagoge Aurich

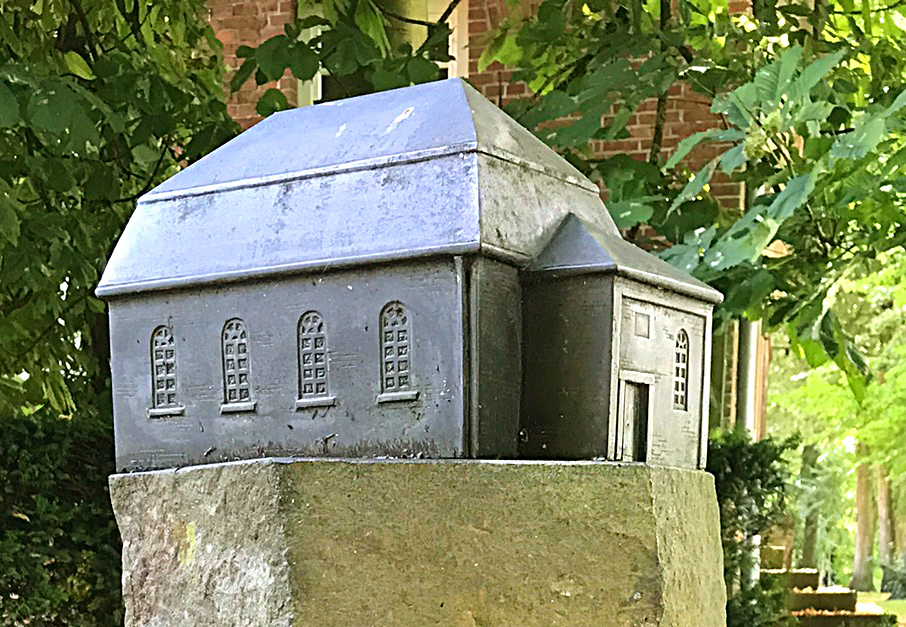
Modell der 1938 niedergebrannten Synagoge in Aurich

Die ehemalige Synagoge in Aurich existierte von 1810 bis 1938. SA-Männer und andere Nationalsozialisten zerstörten das Bauwerk während der Novemberpogrome 1938. Das Grundstück, auf dem die Synagoge stand, dient heute als Gedenkstätte.

## Geschichte
Juden werden in Aurich erstmals im Jahre 1635 erwähnt. Ab 1657 erreichte die örtliche Gemeinde die erforderliche Zahl von zehn männlichen Gottesdienstbesuchern für einen Minjan. Ein von Graf Ulrich II. im Jahre 1645 ausgestellte Generalgeleitsbrief gestattete ihnen, nach eigener „jüdischer Ordnung“ zu leben. 1670 ließ die Fürstin Christine Charlotte einen Generalgeleitsbrief verfassen, in dem den Juden die Abhaltung von Gottesdiensten in ihren Wohnungen oder in eigenen Synagogen gestattet worden war. Die Auricher Gemeinde führte daraufhin ihre Gottesdienste in einen Anbau am Privathaus des Hofjuden an der Langen Straße durch.
Gegen Ende der preußischen Herrschaft wollte die Gemeinde ein neues Synagogengebäude errichten. Um dieses finanzieren zu können, hatte sie bereits 1807 von der Kriegs- und Domänenkammer die Erlaubnis für eine Kollekte erhalten. Während der Napoleonischen Zeit errichtete die Gemeinde schließlich nach Plänen des Architekten Conrad Bernhard Meyer an der Kirchstraße 13 eine 9 × 17 m große Synagoge, die am 13. September 1811 geweiht wurde. Spenden aus der ganzen Stadt finanzierten den Bau. Schon in den 1840er Jahren wurde sie zu klein für die wachsende Gemeinde. 1911 wurde die Synagoge renoviert und erweitert.

### Nationalsozialismus und Novemberpogrome 1938

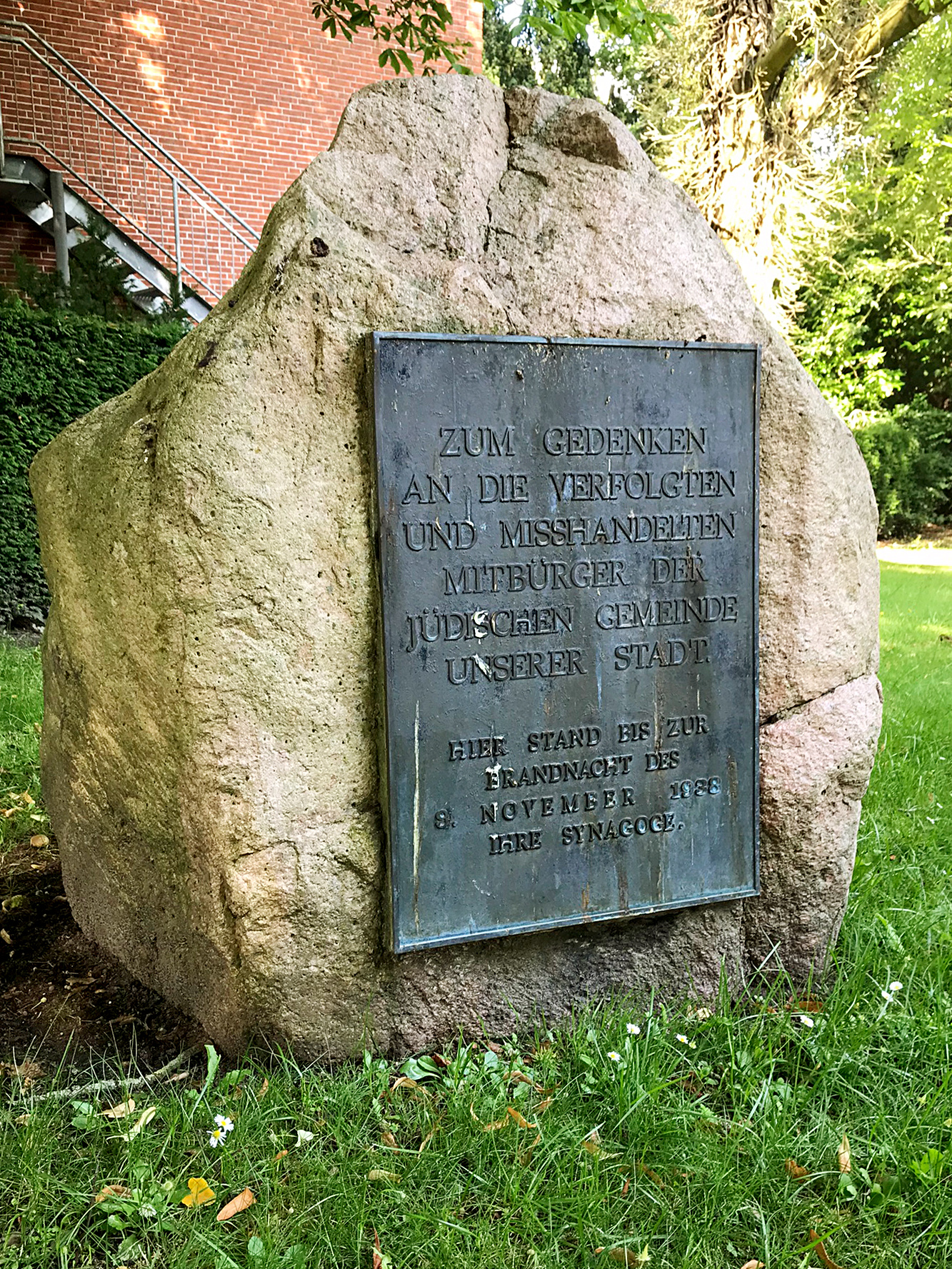
Gedenktafel für die Auricher Holocaustopfer

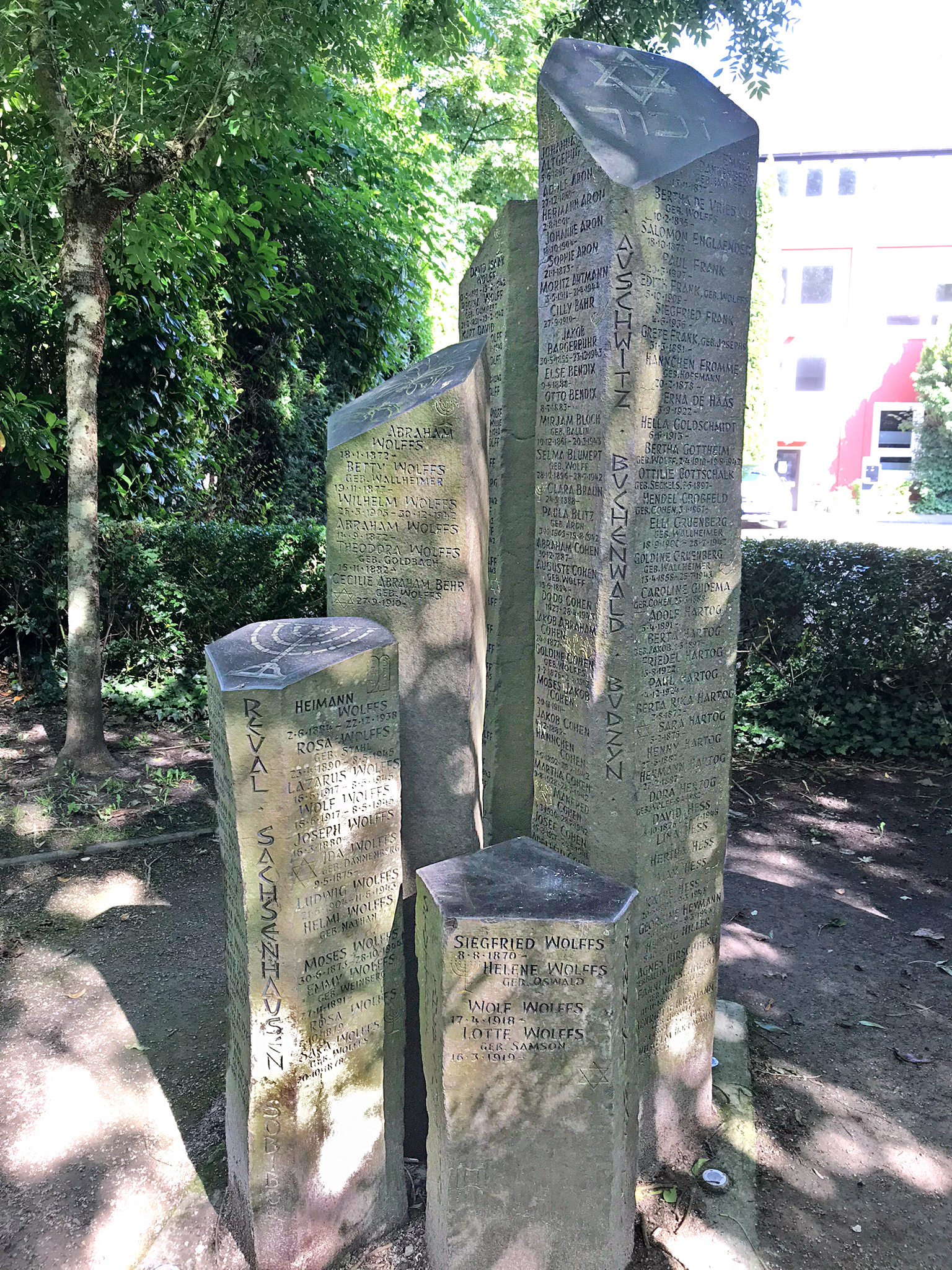
Gedenkstein mit den Namen der ermordeten Juden aus Aurich

Nach der Machtübernahme der Nationalsozialisten begannen für die Juden die Entrechtung und Verfolgung. Bereits am 29. März 1933 umstellten bewaffnete SA-Männer die Synagoge und erzwangen die Herausgabe der Schächtmesser, um diese anschließend auf dem Marktplatz zu verbrennen. Ohne diese koscheren Schächtmesser konnten die jüdische Schlachter hier ihr Handwerk nicht mehr ausüben. Dennoch waren die Gottesdienste bis 1936 noch gut besucht.
Während der Novemberpogrome 1938 setzten SA-Männer das Gebäude in Brand. Die Auricher Befehlskette lief über den in Emden wohnenden Führer des Auricher SA-Sturmbannes Georg Eltze. Die Emder Kreisleitung der NSDAP, die ihrerseits von der Gauleitung in Oldenburg bzw. der SA-Nordsee instruiert worden war, hatte ihn vermutlich zwischen 23 und 24 Uhr zuhause angerufen und ihn in groben Zügen über die geplanten Aktionen informiert. Eltze informierte umgehend den Auricher Kreisleiter Heinrich Bohnens, besprach die weiteren Maßnahmen mit ihm und machte sich anschließend mit mehreren SA-Männern auf den Weg nach Aurich. Parallel dazu organisierte er die Beschaffung von Benzin in Aurich. Bohnens informierte währenddessen die Auricher Feuerwehr und teilte dieser mit, dass eine Übung stattfinden würde. Deshalb solle die Feuermeldeanlage stillgelegt werden. Als Eltze schließlich mit seinen Männern auf dem Auricher Marktplatz eintraf, warteten dort die Auricher SA und der Kreisleiter. Nach einer kurzen Einweisung begab sich ein Teil des Trupps zur Synagoge und sperrte diese ab. Anschließend legten Eltze und seine SA-Männer in den frühen Morgenstunden ein Feuer in dem Bau. Er brannte nieder, zusammen mit den in ihr befindlichen Torarollen und Gebetbüchern.
Die angerückte Feuerwehr erhielt die Anweisung, ein Übergreifen des Feuers auf ein benachbartes Privathaus und auf die jüdische Schule zu verhindern. Die Synagoge brannte so bis auf die Grundmauern nieder. Parallel dazu begann die Aufholung der Juden in der Stadt. Dazu war ein Teil der SA-Truppen auf dem Marktplatz instruiert worden, „Juden ohne Rücksicht auf Alter und Geschlecht festzunehmen“ und in der landwirtschaftlichen Halle zu internieren. Dort wurden sie beschimpft und misshandelt. An dieser Aktion waren auch SS-Männer und Mitglieder des Nationalsozialistischen Kraftfahrkorps (NSKK) wie auch SA-Trupps aus den Nachbardörfern Holtrop und Westerende beteiligt. Ältere, Gebrechliche, Frauen und Kinder durften am Mittag des 10. November in ihre zerstörten Wohnungen zurückkehren. Die zurückgebliebenen Männer, etwa 50, mussten im Vorführraum der Halle bis zum Mittag ausharren, ohne Essen oder Trinken zu bekommen. Anschließend führten ihre Peiniger sie auf das Ellernfeld, wo sie mit Sport- und anderen Exerzierübungen gedemütigt, drangsaliert und gequält wurden. Im Laufe des Nachmittags ließ die SA weitere Männer frei. Die anderen, insgesamt 42 unter 60 Jahre alten Männer, nahm sie in Schutzhaft und schloss sie im Gerichtsgefängnis ein. Am 11. November wurden sie schließlich über Oldenburg in das Konzentrationslager Sachsenhausen deportiert, aus dem sie erst nach Wochen zurückkehren konnten. Der letzte Auricher Jude kehrte im Januar 1939 zurück in die Stadt. Die Gemeinde löste sich nach den Novemberpogromen schnell auf. Etwa 30 Juden flohen in die Niederlande, etwa 25 in die USA, 17 nach Palästina, neun nach England, vier nach Australien und je eine Person rettete sich nach Italien, in die Schweiz und nach Schweden. Die letzten Juden verließen die Stadt im Frühjahr 1940. Am 18. April 1940 meldete der Auricher Landrat an den Regierungspräsidenten, dass „im ländlichen Bezirke des Kreises sowie in der Stadt Aurich […] keine Juden mehr wohnhaft“ seien. Die immer kleiner werdende Gemeinde führte ihre Gottesdienste nach Zerstörung der Synagoge in der Wohnung der Lehrerwitwe Amalie Wolff, geb. Fromm, durch. Auch für den Schulunterricht mussten nach Beschlagnahmung des Schulgebäudes Privaträume des letzten Auricher Synagogenvorstehers Abraham Wolffs genutzt werden.

### Nach 1945
Das Synagogengrundstück blieb das Grundstück auch nach dem Ende des Zweiten Weltkrieges lange wüst. Im Jahre 1948 wurden die Vorfälle im Zusammenhang mit den Pogromen vom November 1938 vom Schwurgericht in Aurich untersucht. Den vier Angeklagten, dem NSDAP-Kreisleiter Heinrich Bohnens, dem Maler Hermann Theesfeld, dem Kaufmann Karl Rector und dem Regierungsobersekretär Harm Flügge wurden Brandstiftung, Landfriedensbruchs, schwerer Freiheitsberaubung und Verbrechens gegen die Menschlichkeit vorgeworfen. Bohnens, dem man eine aktive Teilnahme an der Brandstiftung nachweisen konnte, erhielt eine Zuchthausstrafe von drei Jahren. Zudem wurden ihm die bürgerlichen Ehrenrechte auf die Dauer von vier Jahren aberkannt. Theesfeld erhielt eine Gefängnisstrafe von einem Jahr und Rector von zehn Monaten. Flügge war wegen seiner „Zugehörigkeit zum Korps der politischen Leiter“ in Internierungshaft. Er blieb dort bis zum 19. Juni 1948, eine aktive Beteiligung an der Brandstiftung wurde ihm nicht nachgewiesen. In den Jahren 1949/1950 fand zu den Ausschreitungen in der Pogromnacht ein weiterer Prozess in Aurich statt. Vor Gericht standen 28 weitere Personen, darunter eine Frau. Ihnen wurden Verbrechen gegen die Menschlichkeit, Landfriedensbruch und Freiheitsberaubung vorgeworfen. Für die Vorwürfe fanden sich kaum Zeugen. Andere, die zuvor ausgesagt hatten, zogen ihre Aussagen vor Gericht zurück. Das Gericht verkündete schließlich am 16. Februar 1950 die Urteile. Elf der Angeklagten erhielten Freiheitsstrafen zwischen sieben Monaten und einem Jahr Gefängnis, zehn Verfahren wurden aufgrund des Straffreiheitsgesetzes von 1949 eingestellt, sieben wegen mangels an Beweisen eingestellt. Keiner der elf Verurteilten musste die Haft vollständig verbüßen.
In den 1970er Jahren begann die Aufarbeitung der Geschichte der Juden in Aurich. Auf dem Grundstück der Synagoge wurde ein erster Gedenkstein errichtet. Seit 1992 erinnern dort Basaltsäulen mit Namen an die Holocaustopfer aus Aurich. Der Auricher Steinmetz Bernd Clemenz hat sie entworfen. Auf den Breitseiten sind die bekannten Lebensdaten zu sehen, während auf den schmalen Längsseiten die Namen der Lager aufgeführt werden, in die die Betreffenden gebracht wurden. Eine Säule gestaltete Clemenz oben flach, um einen Stein niederlegen zu können. Am 9. November 2007 ergänzte der Steinmetz die Gedenkstätte um eine weitere Steinsäule, die ein Modell der Auricher Synagoge trägt.